# Cycles Alléluia
Pour les articles homonymes, voir Alléluia (homonymie).
La société Cycles Alléluia est un fabricant français de bicyclette, créé en 1902. La marque « Alléluia »  sponsorise individuellement des coureurs, puis une équipe cycliste française :
De 1920 à 1923, elle équipe le Vélo Club de Levallois. Elle équipe aussi l'équipe que Paul Ruinart a préparée pour les Jeux olympiques de 1920 à Anvers et les Jeux olympiques de Paris en 1924.